# Gold (film 2013)
Gold è un film del 2013 diretto da Thomas Arslan.
È stato presentato in concorso alla 63ª edizione del Festival di Berlino.

## Trama
Columbia Britannica, estate 1898. Giunto alla stazione di Ashcroft, un gruppo di emigrati tedeschi guidato dall'uomo d'affari Wilhelm Laser si avventura con le carovane attraverso il selvaggio nord. La speranza di trovare fortuna nelle miniere d'oro di Dawson City si scontrerà con i conflitti interni scatenati dagli ostacoli e i pericoli di una terra sempre più minacciosa e selvaggia.

## Distribuzione
Dopo l'anteprima del 9 febbraio 2013 al Festival di Berlino il film è stato presentato al Festival internazionale del cinema indipendente di Buenos Aires (12 aprile), al CPH PIX di Copenaghen (16 aprile) e all'Edinburgh International Film Festival (29 giugno). Nel mese di luglio è stato presentato nella sezione Puchon Choice al Bucheon International Fantastic Film Festival.
In Germania è stato distribuito a partire dal 15 agosto 2013 e successivamente è stato proiettato al Vancouver International Film Festival (28 settembre), al Festival internazionale del cinema di Rio de Janeiro (30 settembre), al Goethefest di Belgrado (13 ottobre) e al Kyoto Historica International Film Festival (6 dicembre 2014).

### Date di uscita
- Francia (Gold) - 9 luglio 2013
- Germania (Gold) - 15 agosto 2013
- Portogallo (Ouro) - 26 settembre 2013
- Danimarca (Guld) - 3 aprile 2014

## Critica
Jay Seaver del sito eFilmCritic ha giudicato il film "molto ben assemblato" nonostante un budget relativamente basso, aggiungendo che «non c'è molta azione, ma Arslan riesce a tenere alta la tensione e rappresenta il climax in un modo che ricorda i primi western senza essere fuori luogo per un film moderno». Alissa Simon, della rivista Variety, lo ha definito «coinvolgente e pieno di tensione e immediatezza», apprezzando anche la fotografia e i costumi.
Di diverso avviso Patrick Gamble del sito CineVue, che lo ha definito "insipido e singolarmente banale", pur elogiando l'interpretazione di Nina Hoss, che ritiene però sprecata da una trama che «offre poco in termini di intrattenimento e suspense tangibile».